# Coefficient de variation

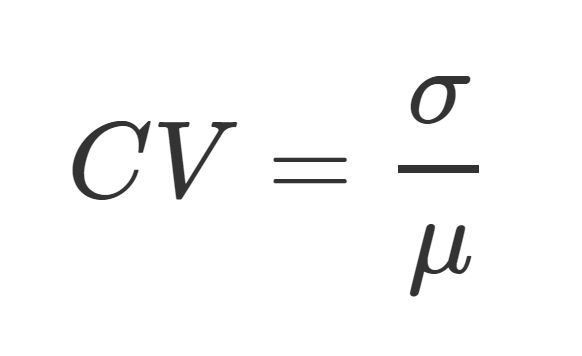
CV (coefficient de variation) = l'écart-type sur la moyenne

En théorie des probabilités et statistiques, le coefficient de variation également nommé écart type relatif, est une mesure de dispersion relative.
Le RSD (relative standard deviation en anglais) est défini comme la valeur absolue du coefficient de variation et est souvent exprimé en pourcentage.

## Définitions
Le coefficient de variation est défini comme le rapport entre l'écart-type {\displaystyle \ \sigma } et la moyenne {\displaystyle \ \mu } :
{\displaystyle CV={\sigma  \over \mu }}

## Comparaison avec l'écart type

### Avantages
- L'écart-type seul permet le plus souvent de juger de la dispersion des valeurs autour de la moyenne. Si par exemple une distribution a une moyenne de 10 et un écart-type de 1 (CV de 10 %), elle sera beaucoup plus dispersée qu'une distribution de moyenne 1000 et d'écart-type 10 (CV de 1 %).
- Ce nombre est sans unité, c'est une des raisons pour lesquelles il est parfois préféré à l'écart type qui lui ne l'est pas. En effet, pour comparer deux séries de données d'unités différentes, l'utilisation du coefficient de variation est plus judicieuse.

### Inconvénients
- Quand la moyenne est proche de zéro, le coefficient de variation va tendre vers l'infini et sera par conséquent très sensible aux légères variations de la moyenne.
- Contrairement à l'écart type, le coefficient de variation ne peut être utilisé directement pour construire un intervalle de confiance autour de la moyenne.

## Sources
- (en) Cet article est partiellement ou en totalité issu de l’article de Wikipédia en anglais intitulé « Coefficient of variation » (voir la liste des auteurs).